# George Howard (9e comte de Carlisle)
Pour les articles homonymes, voir George Howard et Howard.
George James Howard, 9e comte de Carlisle, né le 12 août 1843 à Londres, et mort le 16 avril 1911 à Hindhead, est un aristocrate, homme politique, peintre et graveur britannique, proche du courant préraphaélite.

## Biographie
George Howard est le petit-fils de George Howard, 6e comte de Carlisle, et le dernier Carlisle à posséder le château Howard et ses domaines situés dans le Yorkshire.
Il passe par le collège d'Eton, puis le Trinity College, devient membre des Cambridge Apostles et poursuit des études d'art à la Heatherley School of Fine Art de Londres : ses maîtres sont les peintres Alphonse Legros et Giovanni Costa.
En 1864, il épouse Rosalind Frances Stanley (1845-1921), avec qui il a onze enfants. Surnommée « The Radical Countess », féministe, elle est membre d'une ligue de tempérance.
En 1868, l'anglophile Philippe Burty lui commande l'exécution d'une gravure pour le recueil Sonnets et eaux-fortes. Son professeur de gravure est Alphonse Legros, lequel est lié par ailleurs à des marchands et éditeurs comme Alfred Cadart, via la Société des aquafortistes (1862-1867).
Howard est proche des préraphaélites, et notamment d'Edward Burne-Jones. En 1870, il demande à l'architecte Philip Webb de lui construire une demeure à Londres, située au no 1 Palace Green, dans le style Arts & Crafts. Cette maison, ainsi que le château Howard et le château de Naworth, dont il finit par hériter, d'abord à la mort de son père, le politicien Charles Howard (1814-1879), puis de celle de son oncle William George Howard (1808-1889), deviennent des lieux de rendez-vous artistiques : on y croise William Morris, Robert Browning, William Ewart Gladstone, Lewis Carroll, et Alfred Tennyson. Avec Morris et Webb, ils fondent la Society for the Protection of Ancient Buildings (SPAB).
Ses peintures sont présentes dans de nombreuses collections publiques telles que la Tate Gallery, la National Portrait Gallery, l'Ashmolean Museum, et la British Library.

Œuvres de George Howard
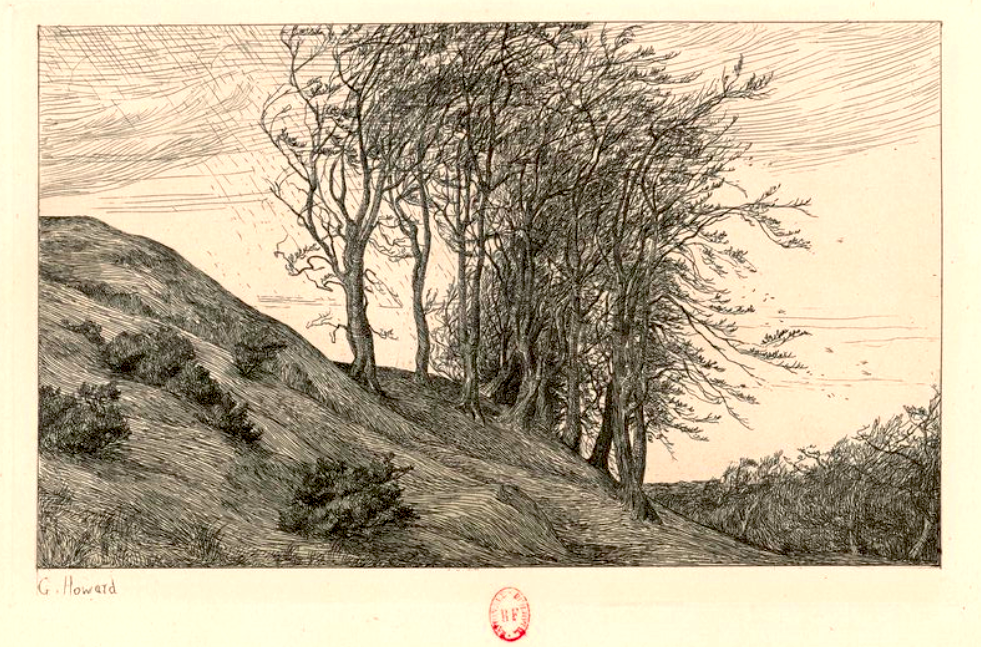
Révolte (1868), eau-forte parue dans Sonnets et eaux-fortes.
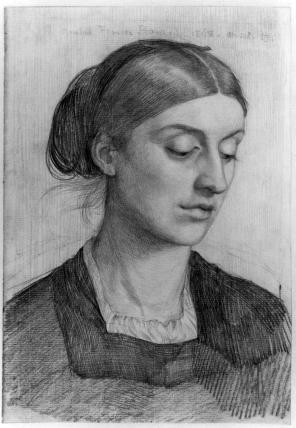
Rosalind Howard, localisation inconnue.
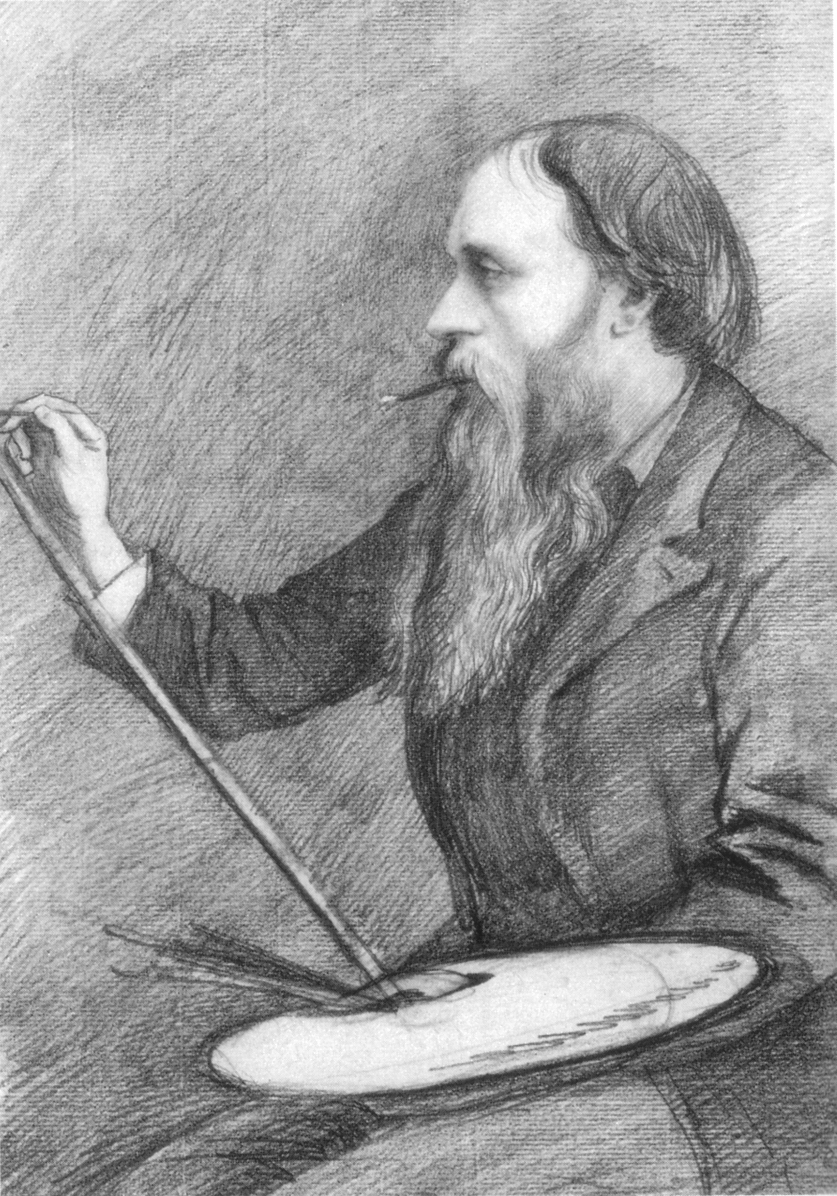
Dessin d'Edward Burne-Jones par George Howard, 9e comte de Carlisle.
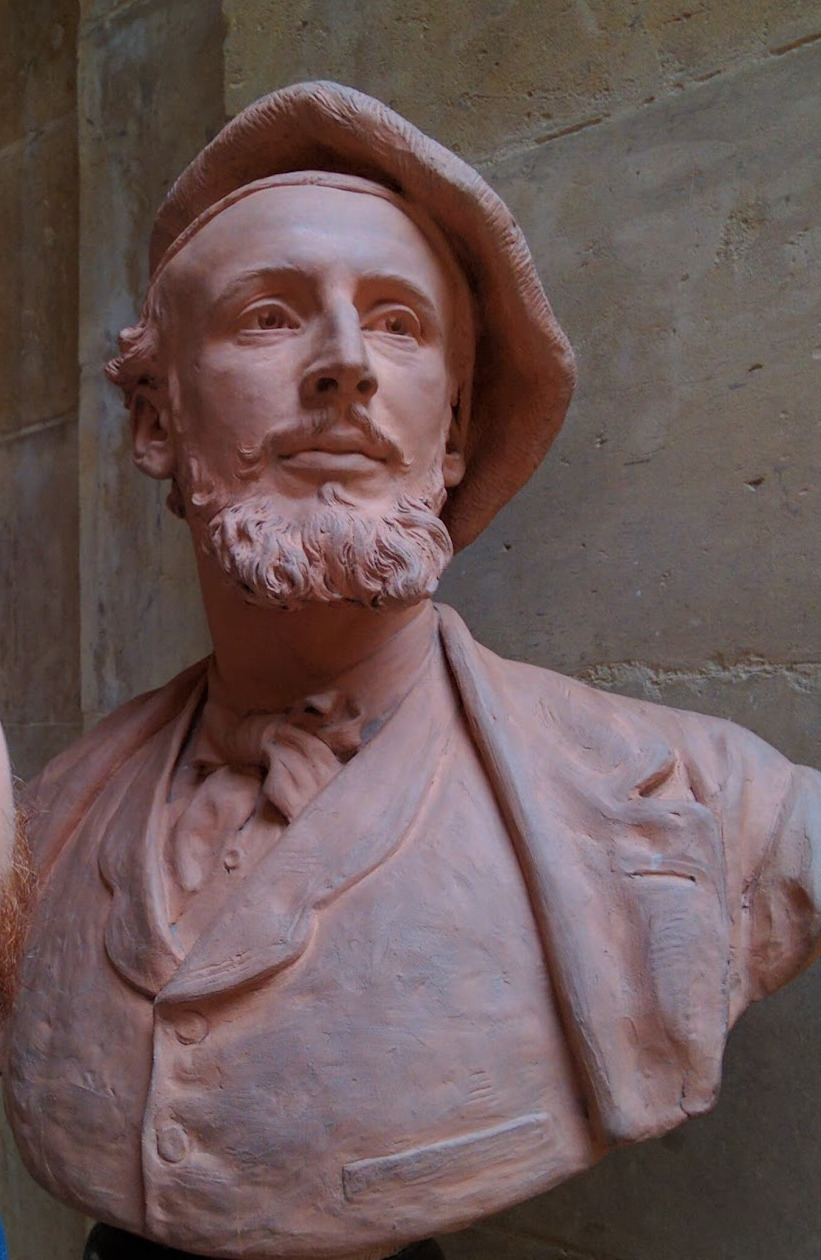
Buste de en:George James Howard (1843-1911), 9e en:Earl of Carlisle, réalisé en:1877 par le sculpteur en:Aime Jules Dalou (1838-1902).